# Arie de Winter
Adriaanus Johannes De Winter (Haarlem, 1913. október 27. – 1983. január 1.), holland válogatott labdarúgó.

## Pályafutása

### Klubcsapatban
261 mérkőzésen lépett pályára az amatőr HFC Haarlem színeiben, melynek csapatkapitányaként 1946-ban holland bajnoki címet szerzett.

### Válogatottban
A holland válogatott tagjaként részt vett az 1938-as világbajnokságon.